# 希耶
希耶（法語：Chille，法語發音：[ʃij]）是法国汝拉省的一个市镇，属于隆斯勒索涅区。

## 地理
希耶（46°41'38"N, 5°34'28"E）面积1.96 平方千米，位于法国勃艮第-弗朗什-孔泰大區汝拉省，该省份为法国东部内陆省份，北起上索恩省，西北接科多尔省，西临索恩-卢瓦尔省，南至安省，东与杜省和瑞士接壤。
与希耶接壤的市镇（或旧市镇、城区）包括：勒潘、隆斯勒索涅、帕讷西耶尔、下皮蒙新城。

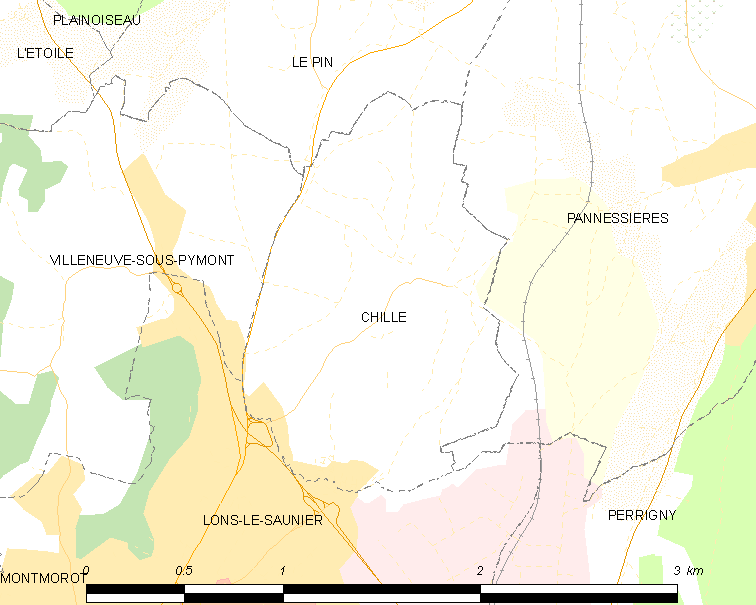
希耶的OSM定位图

希耶的时区为UTC+01:00、UTC+02:00（夏令时）。

## 行政
希耶的邮政编码为39570，INSEE市镇编码为39145。

## 政治
希耶所属的省级选区为隆斯勒索涅第一县。

## 人口

1962-2008年间希耶人口变化图示

希耶于2022年1月1日时的人口数量为295人。